# جين شابن
جين شابن (بالإنجليزية: Jen Chapin)‏ هي كاتبة أغاني وموسيقية أمريكية، ولدت في 8 يونيو 1971 في روكفيل سنتر في الولايات المتحدة.

## وصلات خارجية
- الموقع الرسمي
- جين شابن على موقع ميوزك برينز (الإنجليزية)
- جين شابن على موقع ديسكوغز (الإنجليزية)